# Premio Ausiàs March de poesía
El premio Ausiàs March de poesía es un premio creado en 1959 por la ciudad de Gandía (España), en el marco de los Premios Literarios Ciudad de Gandía, que también incluyen el Premio Joanot Martorell de narrativa. El premio fue creado para las dos lenguas de la Comunidad Valenciana con motivo de la conmemoración del V centenario de la muerte de Ausiàs March. 

## Historia
El premio, creado en 1959, fue entregado en su primera edición por los Ayuntamientos de Gandía y de Beniarjó, localidad natal de Ausiàs March. Sus ganadores, ex aequo, serían los escritores Pere Quart, en catalán, y José Agustín Goytisolo, en castellano, exponentes de una nueva tendencia poética, el realismo crítico. El jurado de la primera edición estuvo compuesto por Joan Fuster, Salvador Espriu, Josep Maria Castellet, Dámaso Alonso, Gerardo Diego, Arturo Zabala y, por parte de la organización, Joan M. Bonastre.
No volvió a entregarse hasta cuatro años después, en 1963, aunque en lengua catalana quedó desierto. Lo mismo que en los años siguientes, 1964 y 1965. En 1966 lo conquistaría en lengua valenciana Vicent Andrés Estellés, con el título L’inventari Clement, un libro que se publicaría cinco años después. Durante la Transición, tras años de vaivenes, el premio entró en declive. Desde 1983 se convoca exclusivamente en valenciano. 
Con todo, la trayectoria de este premio lo ha hecho merecedor de un gran prestigio y es hoy día referencia de la literatura valenciana y catalana de los últimos años. Nombres como los de Vicent Alonso, Gaspar Jaén, Enric Casassas, Albert Roig, Josep Ballester, Anna Montero, Iban Llop, Rubén Luzón, Àngels Gregori, entre otros, son ejemplos de la aportación poética que hace el premio March a la renovación de la tradición lírica en lengua valenciana. Desde 1978, el trabajo de los ganadores es publicado cada año por la editorial Edicions 62.

## Lista de las obras premiadas
- 2025: Colombaire, d'Eduard Marco
- 2024: Insomni, de Salvador Ortells
- 2023: Un cowboy crepuscular, de Eduard Olesti
- 2022: La llum subterrània, de Xavier Mas Craviotto
- 2021: Llum de cançó, de Miquel Àngel Llauger
- 2020: L'animal que parla, de Josep- Anton Fernàndez
- 2019: Les beceroles successives, de Ramon Boixeda
- 2018: Vertical, de Teresa Pascual.[3]
- 2017: Un arbre molt alt, de Jaume Coll.
- 2016: El guant de plàstic rosa, de Dolors Miquel.
- 2015: Obre les mans, de Xavier Macià.[4]
- 2014: El plom de l'ham, de Joan Navarro.
- 2013: Estranyament, de Manel Rodríguez-Castelló.
- 2012: Dol, de Txema Martínez.
- 2011: Caure, de Laia Noguera.
- 2010: Teranyines, de Anna Montero.
- 2009: Allà on les grues nien, de Elies Barberà Bolinches.[5]
- 2008: Baladaspirina, de Rubén Luzón.
- 2007: Llibre de les Brandàlies, de Àngels Gregori.
- 2006: Els joves i les vídues, de Carles Rebassa.
- 2005ː Ravals de l'alegria, de Miquel Martínez.
- 2004ː Oratòria, de Xavier Bru de Sala.
- 2003ː Semen (Semen sonor sobtat), de Iván Tubau.
- 2002ː De Nàpols, de Iban León Llop.
- 2001ː El viatge d'allò que és dit, de Albert Garcia Hernàndez.
- 2000ː Anatema, de Manuel Garcia i Grau.
- 1999ː Pòntiques, de Gaspar Jaén.
- 1998ː No sé si imagino, de Joana Bel.
- 1997ː Cercles de la mirada, de Vicent Alonso i Catalina.
- 1996: D'equivocar-se així, de Enric Casasses.[6]
- 1983: Partitura laberint, de Antoni Ferrer i Perales.[7]
- 1982: desierto.
Con los ojos bañados de gaviotas, Làzaro Domínguez Gallego.[8]
- 1981: La lluna dins d'un cànter, de Rafael Villar
Un fulgor que se apaga, de Matilde Llòria.[9]
- 1980: A on me'n vaig i què me deixe?, de Vicent Ll. Simó Santonja
Amor de ti, amor de mí  , de Anselmo Cid González.[10]
- 1979: Materials per a una mort meditada, de Marc Granell.
desierto.[11]
- 1978: desierto.
Fragmentos con figuras para un vaso minoico, de Antonio Ferrer i Perales.[12]
- 1977: desierto.
Esquema de una sombra, de Marisa Simó Ribas.[13]
- 1976: Vidre ferit de sang, de Maria Beneyto Cunyat
Pasos en la memoria, de Joaquín Márquez.[14]
- 1975: Lloc per a l'esperança, de Matilde Llòria
Esta sedienta voz, de Cipriano Acosta Navarro.[15]
- 1974: Breviari d'un eremita urbà, de Joan Valls i Jordà
Desencuadernando la luz, de Ricardo Arias Ramón.[16]
- 1973: Retorn a Bílbilis, de Francesc Vallverdú
Vahadamente azul, de Alfonso López Gradolí.[17]
- 1972: La processó de Kirk o no te n'ixques de la fila, de Jesús Huguet de la Peña
Natanael (1970-1972), de Josep Piera.[18]
- 1971: La ciutat de la platja  , de Emili Rodríguez Bernabeu
Círculo del amor (y sus efímeros), de Pedro J. de la Peña.[19]
- 1970: Des del meu exili voluntari , de Doménec Canet i Vallés
Pedregal. de César Simón.[20]
- 1969: Amb cansera, amb desengany, de Doménec Canet i Vallés
Cárcel de la libertad , de  Juan Antonio Villacañas.[21]
- 1968: Cantar de la veu novella , de Vicent R. Fausto i Manzano
De aquí no se va nadie , de Leopoldo de Luis.[22]
- 1967: no se convoca.
- 1966ː L'inventari Clement, de Vicent Andrés Estellés
Libro de Félix, de Félix Ros[23]
- 1965: desierto.
Los años y las sombras, de  Carlos Murciano.[24]
- 1964: desierto.
Historia Natural (poema), de Enrique Molina Campos y ...Hombre dado a la voz , de Alfonso Simón Pelegrí.[25]
- 1963: desierto.
Ayer han florecido los papeles donde escribí tu nombre, de Luis López Anglada.[26]
- 1960-1962: no se convoca
- 1959: Vacances pagades, de Pere Quart[27]
Claridad, de José Agustín Goytisolo.[28]